# Henrique Lopes de Mendonça
Henrique Lopes de Mendonça (Lisboa, 12 de Fevereiro de 1856 – 24 de Agosto de 1931) foi um militar, historiador, arqueólogo naval, professor, conferencista, dramaturgo, cronista e romancista português.

## Biografia
Filho de António Raulino Lopes de Mendonça e de Honorata Lopes de Mendonça, casado com Amélia Bordalo Pinheiro, teve três filhos que deixaram também o nome ligado às letras e artes: Virgínia Lopes de Mendonça (1881–1969) contista e dramaturga, Alda Lopes de Mendonça, rendeira, e Vasco Lopes de Mendonça (1881–1963), engenheiro militar, ceramista e caricaturista.
Ingressou na Armada Portuguesa como Aspirante de Marinha em 27 de Outubro de 1871 sendo promovido a Guarda-Marinha em 1 de Novembro de 1874 e a Capitão de Mar-e-Guerra em 27 de Agosto de 1909, posto em que foi reformado em 25 de Maio de 1912.
Durante a sua carreira naval embarcou em diversos navios da Armada. As suas longas comissões de serviço a bordo tiveram nele efeitos diversos: algumas viagens em portos estrangeiros permitiram-lhe satisfazer alguns dos seus anseios culturais e artísticos, mas algumas das comissões em portos coloniais foram-lhe algo penosas, quer por razões de saúde quer por o manterem afastado do convívio intelectual e cultural.
Foi por diversas vezes professor da Escola Prática de Artilharia Naval, então instalada no rio Tejo a bordo da Fragata D. Fernando II e Glória.
Em Janeiro de 1887 foi nomeado para coadjuvar o conselheiro João de Andrade Corvo na publicação dos estudos sobre as possessões ultramarinas.
Em Agosto de 1889 foi nomeado para proceder à elaboração de uma obra onde se historiassem metodicamente os feitos da Armada Portuguesa. Como fruto dessas investigações do seu consequente interesse pela arqueologia naval, publicou uma obra que designou Estudos sobre Navios Portugueses dos séculos XV e XVI.
Como escritor e dramaturgo, Henrique Lopes de Mendonça iniciou a sua carreira em 1884 com a peça A Noiva. A sua obra seguinte, a peça A Morta, foi galardoada com o prémio D. Luís I da Academia das Ciências de Lisboa.
Por ocasião do Ultimato Inglês de 1890, escreveu, com música de Alfredo Keil, a marcha A Portuguesa que, em 1910 o Governo da República adoptou como hino nacional.
Entre 1897 e 1901 foi Bibliotecário da Escola Naval, o que após passou a professor da cadeira de História da Escola de Belas-Artes de Lisboa.
Em 1900 foi eleito membro efectivo da Academia das Ciências de Lisboa e, em 1915, foi nomeado seu presidente.
Em 1916 foi agregado à comissão nomeada pelo governo para propor as versões oficiais e definitivas para piano, canto, orquestra e banda do Hino Nacional.

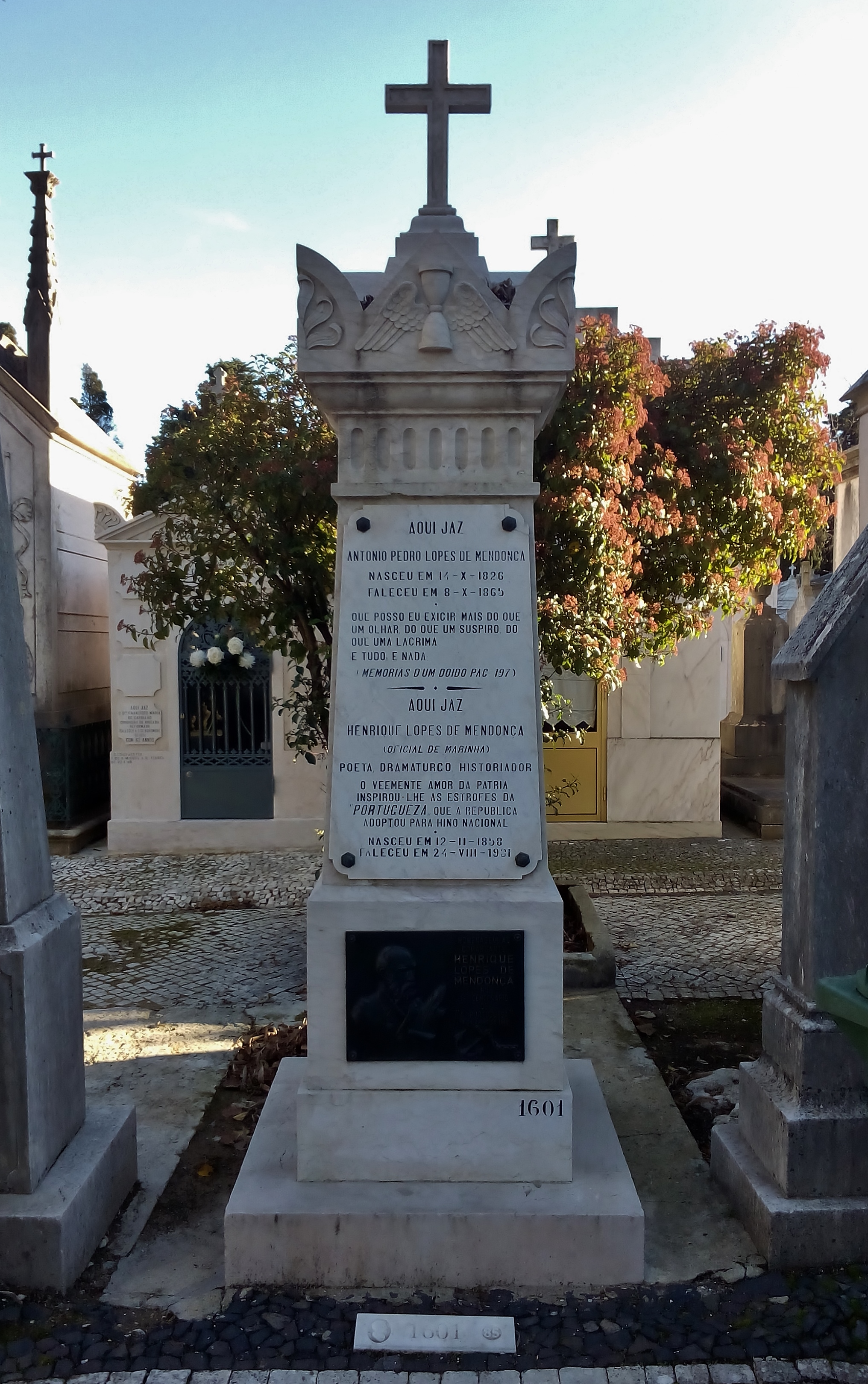
Jazigo de Henrique Lopes de Mendonça e de António Pedro Lopes de Mendonça, no Cemitério dos Prazeres

Em 1922 foi nomeado presidente da comissão destinada a perpetuar a Viagem Aérea Lisboa-Rio de Janeiro.
Em 1925 foi co-fundador da Sociedade Portuguesa de Autores.
O Comandante Lopes de Mendonça foi ainda membro da Academia Brasileira de Letras desde 1923, sócio do Instituto de Coimbra, membro Honorário do Clube de Londres, vogal do Conselho de Arte Dramática e membro das Comissões Oficiais dos Centenários de Colombo e de Vasco da Gama.
Deixou escrito quase uma centena de obras teatrais, poesias, romances e estudos históricos. Também se conhece colaboração sua nas revistas O Occidente (1878–1915), Lisboa creche: jornal miniatura (1884), A semana de Lisboa (1893–1895), A Arte Portuguesa (1895), Brasil-Portugal (1899–1914), Serões (1901–1911), Revista do Conservatório Real de Lisboa (1902) e Atlântida (1915–1920).